# 120 battements par minute
120 battements par minute (bra:120 Batimentos Por Minuto) é um filme de drama francês de 2017 dirigido e escrito por Robin Campillo. O filme é sobre o ativismo do combate a AIDS do ACT UP em Paris na França nos anos 1990. Campillo e o co-roteirista Philippe Mangeot valeram-se de suas experiências pessoais com ACT UP para desenvolver a história. Protagonizado por Nahuel Pérez Biscayart, Arnaud Valois, Adèle Haenel e Antoine Reinartz, estreou no Festival de Cannes 2017, no qual competiu para a Palm d'Or.

## Elenco
- Nahuel Pérez Biscayart - Sean
- Arnaud Valois - Nathan
- Adèle Haenel - Sophie
- Antoine Reinartz - Thibault
- Yves Heck - professor francês
- Emmanuel Ménard - Proviseur
- François Rabette - Michel Bernin

## Recepção
No agregador de críticas francês AlloCiné, o filme tem uma pontuação média de crítica de 4,5 de 5 com base em 31 críticos, tornando-o o filme com maior classificação do ano. Possui 98% de aprovação no Rotten Tomatoes, com base em 107 avaliações, com média ponderada de 7,8 / 10. O consenso crítico do site diz: "Movendo-se sem recorrer ao melodrama, BPM oferece uma visão cativante de um período crucial da história que perdura muito depois da rolagem dos créditos finais." No Metacritic, o filme tem uma pontuação de 84 em 100 , com base em 25 críticas, indicando "aclamação universal".